# Pieter Boel

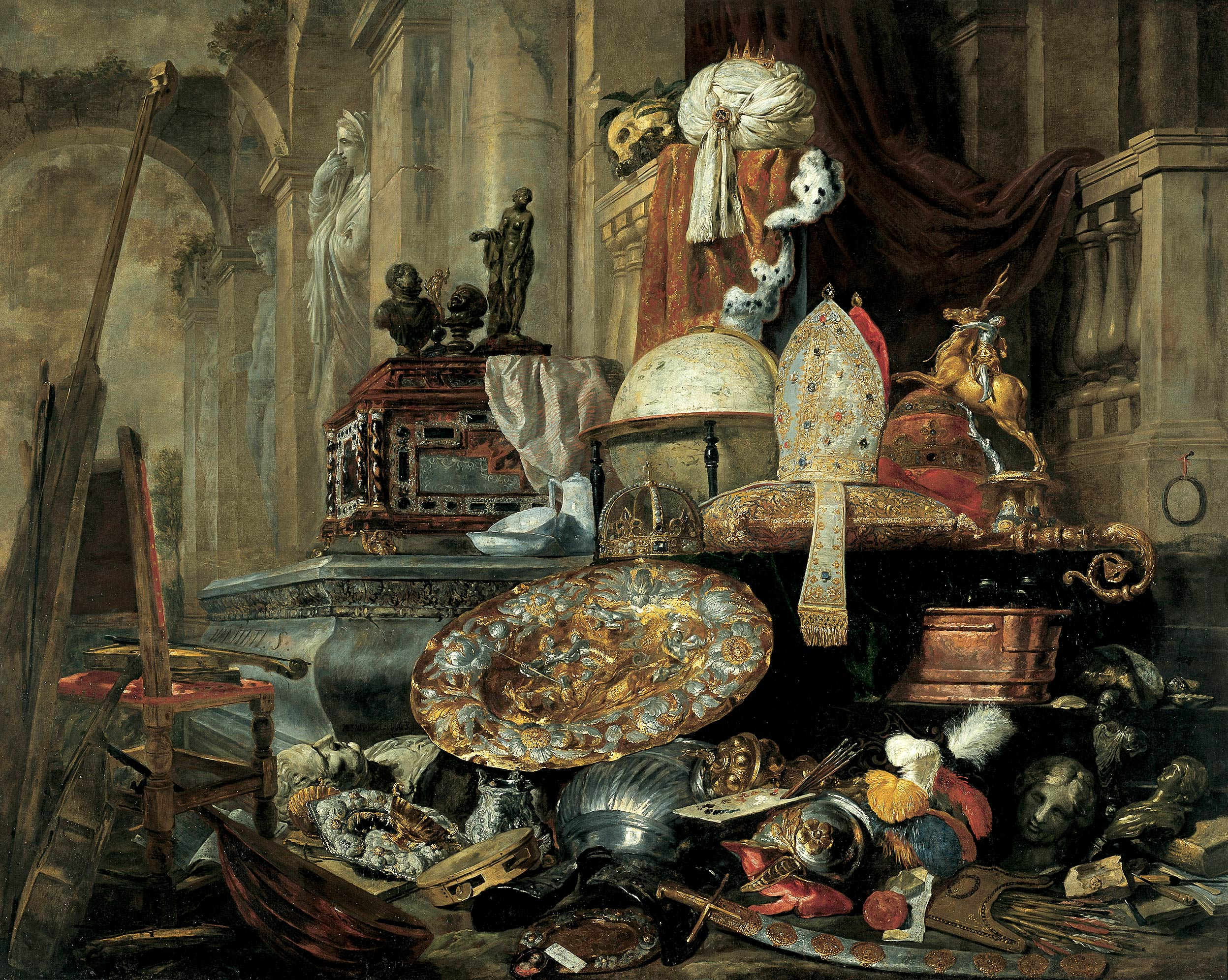
Natureza-morta Vanitas, 1663

Pieter Boel ou Peeter Boel (1622 - 1674) foi um pintor flamengo que se especializou em naturezas-mortas exuberantes e pinturas de animais. Mudou-se para Paris, onde trabalhou em uma fábrica de Gobelins e tornou-se pintor do rei.  Pieter Boel revolucionou a pintura ao trabalhar com animais vivos em um cenário natural. Teve muitos seguidores na França. 

## Vida
Era filho do gravador Jan Boel e irmão de Quirin Boel II. Aprendeu a arte da pintura com seu pai e Jan Fijt, um conhecido pintor de paisagens e animais que, por sua vez, tinha trabalhado com Frans Snyders. Acredita-se que tenha viajado para a Itália na dévada de 1640 ou em 1651. Em Gênova, hospedou-se com seu tio, pintor e marchand Cornelis de Wael.
Boel voltou para Antuérpia, onde registrou-se na Guilda de São Lucas local e em 1668 foi para Paris onde trabalhou para Charles Le Brun em sua primeira tapeçaria. Foi designado paintre ordinaire pelo Rei Luís XIV de França em 1674, mas morreu em setembro daquele ano.
Foi pai de Jan Baptist Boel, o Jovem e Balthasar-Lucas Boel. Foi professor de seus filhos e David de Koninck.

## Obra
Boel pintou principalmente naturezas-mortas incluindo flores, caças, animais, peixes, vanitas e armas, além de paisagens. Seguiu o estilo de seu professor, Jan Fijt, em particular em suas pequenas pinturas. Na Itália, conheceu a obra do genovês Giovanni Benedetto Castiglione e de Giuseppe Recco. Aprendeu com esses mestres italianos a aumentar a dramaticidade da atmosfera em suas composições utilizando cortinas vermelhas ao fundo, um típico elemento Barroco.
Colaborou com outros artistas, como Erasmus Quellinus II e Jacob Jordaens.  Revolucionou a pintura de animais ao desenhá-los e pintá-los a partir de observações na menagerie do Palácio de Versalhes, apresentando os animais em suas poses naturais.  Seu Naturalismo influenciou uma longa linha de artistas que se dedicaram a representar animais, tais como Jean-Baptiste Oudry e Antoine-Louis Barye. Suas imagens de animais eram comumentemente utilizadas na tapeçaria de Gobelins.   O pintor francês François Desportes copiou várias de suas pinturas e, como resultado, muitas dessas obras foram confundidas como tendo sido pintadas pelo próprio Desportes.